# 代德斯海姆
代德斯海姆（德語：Deidesheim，發音：[ˈdaɪdəsˌhaɪm] ⓘ）是德国莱茵兰-普法尔茨州巴特迪克海姆县的城市，面积26.54平方千米，2023年12月31日人口为3,773人。